# Чемпионат России по плаванию на открытой воде 2012
Чемпионат России по плаванию на открытой воде 2012 года прошёл со 2 по 9 июля в акватории «Малой бухты» пансионата «Высокий берег» (Анапа, Краснодарский край). Пловцы соревновались на восьми дистанциях: 500 м, 5 км, 10 км и 16 км у мужчин и женщин.
Участвовало 140 спортсменов из 26 команд шестнадцати субъектов России.
В общекомандном зачете победила команда Липецкой области, на втором месте – Ярославская область, на третьем – Москва.

## Призёры

### Мужчины
| Дистанция           | Золото                                               | Золото    | Серебро                                               | Серебро   | Бронза                                                | Бронза    |
| ------------------- | ---------------------------------------------------- | --------- | ----------------------------------------------------- | --------- | ----------------------------------------------------- | --------- |
| 500 м 40 участников | Александр Селин Москва-2                             | 5.37,41   | Роман Кожевников Тульская область                     | 5.55,84   | Роман Юсупов Коми                                     | 5.58,14   |
| 5 км 80 участников  | Даниил Серебренников Волгоградская область-1         | 55.43,4   | Евгений Дратцев Московская обл. — Ярославская обл.-1  | 56.44,3   | Кирилл Абросимов Московская обл. — Ярославская обл.-1 | 55.46,2   |
| 10 км 12 участников | Евгений Дратцев Московская обл. — Ярославская обл.-1 | 2:13.40,5 | Кирилл Абросимов Московская обл. — Ярославская обл.-1 | 2:15.07,2 | Даниил Серебренников Волгоградская область-1          | 2:15.50,0 |
| 16 км 11 участников | Даниил Серебренников Волгоградская область-1         | 3:16.23,5 | Артём Подьяков Московская обл. — Липецкая обл.-1      | 3:17.24,2 | Василий Бойков Московская обл. — Ярославская обл.-1   | 3:19.20,4 |

### Женщины
| Дистанция          | Золото                                 | Золото    | Серебро                                     | Серебро   | Бронза                                   | Бронза    |
| ------------------ | -------------------------------------- | --------- | ------------------------------------------- | --------- | ---------------------------------------- | --------- |
| 500 м 34 участницы | Алина Демкина Волгоградская область-1  | 6.29,06   | Полина Волкодавова Волгоградская область-1  | 6.31,02   | Елена Булохова Коми                      | 6.33,90   |
| 5 км 66 участниц   | Анастасия Крапивина Липецкая область-1 | 1:08.27,5 | Мария Булахова Волгоградская область-1      | 1:08.28,6 | Елизавета Горшкова Москва-1              | 1:08.31,2 |
| 10 км 12 участниц  | Елизавета Горшкова Москва-1            | 2:26.21,5 | Ангелина Каргальцева Липецкая область-1     | 2:34.09,9 | Ксения Лаврентьева Ярославская область-1 | 2:37.11,4 |
| 16 км 10 участниц  | Мария Булахова Волгоградская область-1 | 3:33.51,9 | Александра Соколова Архангельская область-1 | 3:33.52,3 | Ангелина Бородина Липецкая область-1     | 3:33.54,8 |